# Scleroprocta acifurca
Scleroprocta acifurca là một loài ruồi trong họ Limoniidae. Chúng phân bố ở miền Cổ bắc.